# ズパノフスキー山
ズパノフスキー山（ロシア語: Жупановский, Zhupanovsky）は、ロシアのカムチャツカ半島南東部にある山塊。4つの成層火山から構成される。
火山活動は54年間休止していたが、2013年10月23日に噴火した。その翌年にも噴火し、2016年まで続いた。